# Парагвайская коммунистическая партия
Парагвайская коммунистическая партия (ПКП; исп. Partido Comunista Paraguayo) — парагвайская левая политическая партия.

## История
Партия была основана 19 февраля 1928 года в Асунсьоне (в этот день был опубликован манифест «К гражданам Республики!», в которой заявлялось о создании партии и излагалась программа и задачи ПКП) группой марксистов из числа представителей рабочего класса и интеллигенции во главе с Обдулио Барте.
С начала своего основания в условиях военных диктатур Парагвая партия действовала подпольно. Она действовала на законных основаниях в течение краткого периода в 1936 году, а затем снова в 1946–1947 гг.
В 1928 на 6-м конгрессе Коминтерна партия была принята в эту международную организацию.
В 1929 ПКП приняла участие в работе первой латиноамериканской коммунистической конференции в Буэнос-Айресе.
В период Чакской войны 1932–1935 подвергалась репрессиям за активную антивоенную пропаганду. На Национальной конференции ПКП, прошедшей в городе Лобос (Аргентина) в 1934 г. , было принято решение о воссоздании разгромленной в ходе правительственных гонений партийные организации.
Коммунисты Парагвая участвовали в образовании Лиги портовых рабочих и моряков (1935), а в 1936 г. создали и возглавили Национальную конфедерацию трудящихся Парагвая. При участии коммунистов в 1939 г. был проведён 1-й конгресс рабочих Парагвая.
В 1936 г. приняли активное участие в революционном восстании, возглавленном полковником Рафаэль Франко, попытавшемся ввести в стране элементы социализма.
Многие коммунисты Парагвая приняли участие в Гражданской войне в Испании 1936—1939 на стороне Испанской республики.
В июне 1941 г. прошёл 1-й съезд ПКП, призвавший трудящихся страны к борьбе за демократические права, за аграрную реформу, против фашистской агрессии в мире.
ПКП приняла активное участие в вооружённой борьбе против диктатуры Ихинио Мориниго, вылившейся в гражданскую войну (март 1947).
2-й съезд ПКП провозгласил политическую линию на создание единого патриотического фронта демократических сил и принял программу структурных «национально-демократических» преобразований в стране, включая аграрную реформу.
К началу 1950-х ПКП имела своих представителей в руководстве ряда отраслевых профсоюзов и крестьянских организаций. Однако после подавления всеобщей забастовки 1958 года, объявленной Парагвайской конфедерацией трудящихся, репрессии обрушились и на коммунистическое руководство, включая Антонио Майдану и его брата Ананиаса Майдану, Хулио Рохаса и Альфредо Алькорту.
В 1959 г. по инициативе ПКП было создано руководство Единого фронта национального освобождения, в котором участвовали основные оппозиционные партии. Задачей фронта была мобилизация народных масс против стронистской диктатуры Альфредо Стресснера. В период диктатуры Стресснера многие руководители и активисты партии были заключены в тюрьмы или пропали без вести.
Генеральным секретарём молодёжного крыла партии – Федерации коммунистической молодёжи – был Дерлис Вильягра.
В 1967 г. на Национальной конференции было принято решение о реорганизации ПКП «на основе принципов марксизма-ленинизма». Прокитайское крыло откололось, создав маоистскую Парагвайскую коммунистическую партию (марксистско-ленинскую).

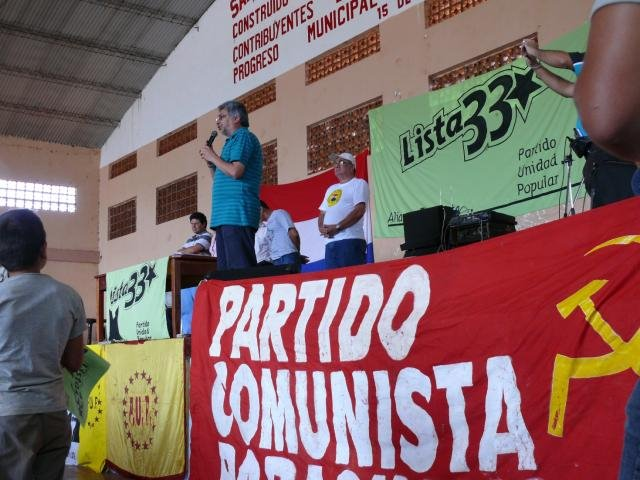
Акция Парагвайской коммунистической партии

3-й съезд (апрель 1971) одобрил новые программу (в соответствии с которой конечной целью ПКП является построение социализма и коммунизма, а задачей – борьба за осуществление демократической, антиимпериалистической, аграрной революции) и устав партии, одобрил политические тезисы (в частности, отмечена необходимость вооружённого восстания в условиях военно-полицейской диктатуры).
Делегация ПКП принимала участие в Международных совещаниях коммунистических и рабочих партий в Москве в 1957, 1960 и 1969 гг. и одобрила принятые совещаниями документы.
После падения режима А. Стресснера партия вновь была легализована.
ПКП была одним из основателей Организации Объединенных левых (IU) в 2002 г., но позже вышла из неё в 2003 г. Во время президентских выборов 2008 г., ПКП поддерживала кандидата от Патриотического альянса за перемены, Фернандо Луго, который победил на выборах. Ныне компартия, как и партии Патриотического альянса за перемены, входит во Фронт Гуасу.

## Лидеры
- Лукас Ибаррола (1928—1934)
- Аурелио Алькарас (1934—1940)
- Аугусто Каньете (1940—1947)
- Альберто Кандия (1947—1948), убит в тюрьме
- Антонио Гамарра (1949—1953)
- Оскар Крейдт, (1953—1965), снят с поста Генерального секретаря в связи с обвинениями в «раскольнической деятельности».
- Мигель Анхель Солер (1965—1975), убит при диктатуре Стресснера
- Антонио Майдана (1975—1978), убит при диктатуре Стресснера
- Барт Обдулио (1978—1981)
- Хулио Рохас (1981—1989)
- Ананиас Майдана (1989—2007)
- Наджиб Амаду (2007 — настоящее время)

## Съезды ПКП
- Учредительный съезд (Асунсьон, 19 февраля 1928)
- Реорганизационный съезд (Лобос, 1934)
- I съезд (Асунсьон, июнь 1941 года)
- национальный съезд (Асунсьон, 1945)
- II съезд (Асунсьон, август 1949)
- III съезд (Буэнос-Айрес, 1953)
- Чрезвычайный национальный съезд (Асунсьон, февраль 1955)
- Чрезвычайный съезд (Асунсьон, апрель 1971)
- IV съезд (Асунсьон, 1989)
- V съезд (Асунсьон, 2001)
- VI съезд (Асунсьон, 21-22 апреля 2007 года)
- VII съезд (Асунсьон, 29 июля 2011 года)